# Ulica Bagatela w Warszawie
Ulica Bagatela – ulica w warszawskiej dzielnicy Śródmieście.

## Historia
Ulica powstała na przełomie XVIII/XIX wieku jako droga od traktu mokotowskiego do wąwozu przy Belwederze. Pierwotnie nosiła nazwę Okopowa.
Ok. 1780 Marcello Bacciarelli zbudował przy ulicy pawilon ogrodowy przebudowany w latach 1789–1793 na willę według projektu Jana Chrystiana Kamsetzera. W 1818 odkupił ją Szymon Chovot i założył tu rezydencję ogródkową „Bagatela”, która w 1870 dała nazwę całej ulicy. 
W latach 1884–1890 zachodnia część ulicy została przekształcona w ogród zoologiczny, później park, rozparcelowany po 1901. W 1908 ulicą pojechały tramwaje elektryczne.
Po 1910 przy ulicy w rejonie placu Unii Lubelskiej wzniesiono zachowane do dziś wysokie, wielkomiejskie kamienice. W 1921 roku w kamienicy Wildera urodził się Krzysztof Kamil Baczyński, co upamiętnia tablica odsłonięta w  1981 roku. 
W 1938 roku pod nr 3 władze Szwecji wybudowały poselstwo.
Zabudowa ulicy w większości przetrwała II wojnę światową.
W latach 50. na trawniku u zbiegu z Alejami Ujazdowskimi ustawiono tablicę Tchorka, upamiętniającą egzekucje ludności cywilnej w pierwszych dniach powstania warszawskiego na terenie znajdującego się tam ogrodu jordanowskiego.
W okresie PRL w kamienicy Adama Bromke (nr 14) mieścił się pierwszy w Polsce Klub Międzynarodowej Prasy i Książki.

## Ważniejsze obiekty
- Ambasada Szwecji
- Kamienica Wildera
- Kamienica Adama Bromke